# Pasto (Colombia)
Pasto, oficialmente San Juan de Pasto, es un municipio colombiano, capital del departamento de Nariño. Se ubica en el suroccidente de la nación, en la región Andina.
Durante la época prehispánica estuvo bajo la influencia del Imperio inca. Fue el centro administrativo, militar, cultural y religioso de la región en la época virreinal. Durante el siglo xix, debido a la aguerrida defensa de la ciudad que protagonizaron sus habitantes en la Independencia de Colombia, se le conoció como «La Leona de los Andes». La ciudad de Pasto es también conocida como «Ciudad sorpresa de Colombia».
Como capital del departamento, alberga las sedes de la Gobernación de Nariño, la Asamblea Departamental, el Tribunal del Distrito Judicial, la Fiscalía General de la Nación, y en general sedes de instituciones de los organismos del Estado. 
Su cabecera municipal es la decimoséptima ciudad más poblada de Colombia.

## Toponimia
No hay consenso sobre el origen de la palabra. Según el historiador y filósofo José Rafael Sañudo, los españoles pudieron basarse en voces vernáculas de la altiplanicie, considerando que el actual río Guáitara era llamado Pastarán, que Cieza de León mentara la etnia pastoco y que, en la provincia de Obando, haya un sitio llamado Pastás.
Según una teoría, el nombre de la ciudad y del municipio viene del etnónimo de los pastos, pas (gente) y to (tierra), o gente de la tierra,[cita requerida] que habitaba el altiplano de Carchi e Ipiales a la llegada de los conquistadores españoles. Los pastos fueron un pueblo industrioso, agricultor y conocedor del algodón, y se destacaron por sus tejidos. 
El nombre oficial del municipio es Pasto, y su cabecera municipal, que corresponde al área urbana, se conoce como San Juan de Pasto, en honor a su patrono san Juan Bautista.

## Historia
El área del municipio de Pasto fue habitada por los indígenas quillasinga, quienes estuvieron bajo dominio del Imperio incaico poco antes de la llegada de los españoles.
No existe unanimidad y certeza entre historiadores y cronistas sobre el fundador y la fecha exacta de fundación de la ciudad que inicialmente se llamó Villaviciosa de la Concepción de la Provincia de Hatunllacta. La ciudad fue fundada dos veces. La primera fundación algunos historiadores consideran que fue realizada por el adelantado Sebastián de Belalcázar en 1537 y en el sitio que hoy es ocupado por la localización de Yacuanquer; el traslado posterior a su situación actual en el Valle de Atriz, o segunda fundación, la llevó a cabo Lorenzo de Aldana cuando llegó a pacificar la región en 1539. Otros historiadores mentan a Pedro de Puelles como el fundador que fue el primer teniente de gobernador de la ciudad y también se hace mención del capitán Rodrigo de Ocampo, así como el capitán Gonzalo Díaz de Pineda.
Aunque el historiador Emiliano Díaz del Castillo menciona que el poblamiento se llevó a cabo entre el 20 de febrero y el 16 de marzo de 1537 y que la «fundación» fue el 19 de agosto de 1537, el Concejo Municipal de Pasto, por razones prácticas, ante la proximidad de la conmemoración del cuarto centenario de la fundación, mediante Acuerdo núm. 30 del 23 de agosto de 1938, resolvió aceptar el 24 de junio de cada año, día de san Juan Bautista, santo patrono de la ciudad, como fecha oficial del onomástico conmemorativo.
Ya situada la villa en el Valle de Atriz, le fue concedido a Pasto el escudo de armas, en dos cédulas reales distintas firmadas por la princesa Juana de Austria, hermana del rey Felipe II, en Valladolid, el día 17 de junio de 1559. El escudo es un castillo de plata y a los lados cuatro leones de oro, debajo de dicho castillo sale un río de aguas azules y blancas que atraviesa entre árboles verdes, un campo amarillo y suelo verde y el nombre de ciudad como San Juan de Pasto, que sigue siendo el oficial.
Durante las guerras de independencia de Colombia, Pasto se adhirió a la causa realista debido a que las ideas de la independencia no tenían apoyo popular de los campesinos y los indígenas quienes eran mayoría en las zonas rurales. A mediados de 1811 una fuerza del ejército quiteño, del recién independiente y efímero Estado de Quito, liderada por Pedro de Montúfar es enviada desde Tulcán hacia Pasto para tomar la ciudad e incorporarla al nuevo gobierno; al mismo tiempo recibió la orden de incorporar Barbacoas, había que agotar las oportunidades expansionistas en el norte «a fin de que, haciendo publicar el auto de reunión e incorporación de dicha Provincia de los Pastos a la jurisdicción de este Gobierno (de Quito), los declare por súbditos que gozan de su legítima protección». Así, el 11 de septiembre de 1811 entraban los quiteños triunfantes a la ciudad de Pasto, con lo que lograban una primera e importante incorporación, que pasó a llamarse Provincia de los Pastos. Más tarde, ese mismo año, Quito devolvería los territorios a la Junta del Cauca, pero los realistas retomarían el control de Quito en 1812 y con ello de toda la provincia de Popayán en el siguiente año, acaban con todos los movimientos independentistas en el sur de la Nueva Granada. Siendo conscientes de esta amenaza, los independentistas o patriotas neogranadinos deciden avanzar hacia Pasto y Quito en 1814, liderados por Antonio Nariño, el cual lidera una exitosa campaña militar desde Popayán pero es derrotado antes de poder tomar Pasto, por una fuerza compuesta mayormente por habitantes de la ciudad.
Tras la victoria patriota en la Batalla de Boyacá en 1819, se inician más tarde las Campañas del Sur, en las que los ejércitos independentistas vuelven a Pasto, aunque bajo el liderazgo de Agustín Agualongo y Estanislao Merchancano, la ciudad resistió los ataques de los patriotas. Los realistas son derrotados y la élite local decide rendirse, sin embargo una rebelión ocurre poco después, debido a esto, atendiendo la orden de Simón Bolívar, el batallón Rifles al mando de Antonio José de Sucre, asaltó a la ciudad el 24 de diciembre de 1822, suceso recordado como la Navidad Negra, y cometió todo tipo de excesos, asesinando a más de cuatrocientos civiles, entre mujeres, ancianos y niños, y reclutando por la fuerza a más de mil hombres. Niños y mujeres que se consideraban capaces de combatir fueron apresados también y desterrados a Quito, Guayaquil y Cuenca. La tropa violó domicilios y saqueó los templos, requisando bienes en comisión de la orden de tributos forzados dada por Bolívar. El coronel Cruz Paredes, venezolano, amarró a catorce ciudadanos de Pasto, y personalmente las empujó en siete parejas hacia un abismo del río Guáitara.
La ciudad sufrió las consecuencias de su fidelidad monárquica. Tras la independencia, por su difícil situación geográfica y su valor simbólico como ciudad realista, Pasto se quedó aislado, configurándose en una actitud conservadora y tradicionalista respecto del resto de Colombia.
En el siglo xix, durante una de las guerras civiles que caracterizaron esa época de la historia colombiana en 1839 el presidente José Ignacio de Márquez ordenó la supresión de conventos y centros religiosos con menos de ocho miembros, lo que causó una rebelión popular en la ciudad encabezada por el sacerdote Francisco de la Villota que degeneró en la Guerra de los Supremos, primera guerra civil del país tras la disolución de la Gran Colombia, pero los rebeldes fueron derrotados. En 1861 durante la guerra civil de 1860-1862, la ciudad fue por seis meses capital provisional de Colombia por decisión de un caudillo conservador, el general Leonardo Canal González, quien pretendió convertir Pasto en cuartel y símbolo de resistencia contra los liberales radicales del caudillo liberal Tomás Cipriano de Mosquera quien terminó ganando el conflicto.
En 1904 con la creación del departamento de Nariño separándose del Cauca, la ciudad es nombrada su capital. Por esta época se fundaron y construyeron proyectos de envergadura, como la Universidad de Nariño, nuevas vías y sistemas de acueducto y energía eléctrica entre otras necesidades. No obstante, el ferrocarril no llegó a construirse. Hubo planes de trasladar la capital departamental a Túquerres, pero el terremoto de 1936 truncó estas intenciones, siendo Pasto hasta la actualidad la capital.
En 1944, mientras el presidente y reformador liberal Alfonso López Pumarejo se encontraba en la ciudad para presenciar una parada militar, el coronel Diógenes Gil, comandante de la vii Brigada del ejército, lo tomó prisionero en la madrugada del día 10 de julio como parte de un intento de golpe de Estado, conocido como golpe de Pasto. La insurrección militar no recibió mucho apoyo y fracasó en menos de 48 horas, y al día siguiente el presidente Alfonso López emprendió el regreso a la capital, vía Ipiales, para retomar el mando.

## División Político-Administrativa
Su Cabecera municipal: San Juan de Pasto, se encuentra dividida en doce comunas:

### Corregimientos
Pasto tiene bajo su jurisdicción varios centros poblados, que en conjunto con otras veredas, constituye los siguientes corregimientos:
| UPR           | Corregimiento | Centros poblados                                                                                           | Veredas |
| Bordoncillo   | Catambuco     | - Botanilla - Catambuco - Cubiján Bajo - Cruz de Amarillo - El Campanero - La Merced - La Victoria         | Alto Casanare, Bellavista, Botanilla, Botana, Catambuco Centro, Chavez, Cruz de Amarillo, Cubiján Alto, Cubiján Bajo, El Campanero, Fray Ezequiel, Guadalupe, La Merced, La Victoria, San Antonio de Acuyuyo, San Antonio de Casanare, San Isidro, San José de Casanare, San José de Catambuco, Santamaría. |
| Bordoncillo   | Jamondino     | - El Rosario - Jamondino                                                                                   | El Rosario, Santa Helena y Jamondino. |
| Bordoncillo   | Mocondino     | - Canchala - Dolores - Mocondino - Puerres                                                                 | Canchala, Puerres, Mocondino y Dolores. |
| Galeras Norte | Genoy         | - Charguayaco - Genoy                                                                                      | El Edén, La Cocha, Pullitopamba, Aguapamba, Castillo Loma, Nueva Campiña, Charguayaco, Bella Vista. |
| Galeras Norte | La Caldera    | - La Caldera                                                                                               | Alto Caldera, San Antonio, Pradera Bajo, Arrayán Alto, Los Arrayanes, Villa Campiña. |
| Galeras Norte | Mapachico     | - Anganoy - Mapachico - Aticance - Mapachico Alto - Mapachico San José - San Juan de Anganoy - Villa María | Villa María, El Rosal, Briceño, La Victoria, San Cayetano, San Francisco Briceño, Los Lirios, San Juan de Anganoy y Anganoy. |
| Galeras Sur   | Gualmatán     | - Gualmatán - Gualmatán Alto                                                                               | Huertecillas, Nueva Betania, Vocacional, Gualmatán Alto, Gualmatán Centro, Gualmatán Bajo y Avenida Fátima. |
| Galeras Sur   | Jongovito     | - Jongovito                                                                                                | Jongovito Centro, Chuquimarca, Cruz Loma, Josefina, Armenia, San Pedro, San Francisco. |
| Galeras Sur   | Obonuco       | - Obonuco                                                                                                  | Santander, San Felipe Alto, San Felipe Bajo, San Antonio, Bellavista, La Playa, Mosquera. |
| Guamues       | El Encano     | - El Encano - El Puerto - Motilón - San José - Santa Lucía                                                 | Bellavista, Campo Alegre, Carrizo, Casapamba, El Estero, El Puerto, El Socorro, Mojondinoy, Motilón, Naranjal, Ramos, Romerillo, San José, Santa Clara, Santa Isabel, Santa Lucía, Santa Rosa, Santa Teresita                                                                                               |
| Morasurco     | Buesaquillo   | - Buesaquillo - San Francisco                                                                              | Buesaquillo Alto, Cujacal Alto, Cujacal Centro, Cujacal San Isidro, El Carmelo, La Alianza, La Huecada, La Josefina, Pejendino Reyes, San Francisco, San José, Tamboloma, Villa Julia. |
| Morasurco     | Cabrera       | - Cabrera                                                                                                  | Buenavista, Duarte, El Purgatorio y La Paz. |
| Morasurco     | La Laguna     | - Dolores - La Laguna                                                                                      | Aguapamba, San Luis, Alto San Pedro, El Barbero y La Playa, San Fernando Alto, San Fernando Bajo, Dolores Centro. |
| Morasurco     | San Fernando  | - San Fernando                                                                                             | Dolores Retén, El Común, Alto San Fernando, La Cadena, Camino Real y Caracolito. |
| Río Bobo      | El Socorro    | - El Socorro Cimarrón                                                                                      | Bajo Casanare, El Carmen, El Socorro, San Gabriel. |
| Río Bobo      | Santa Bárbara | - Cerotal - Jurado - Las Encinas - Los Ángeles - Santa Bárbara                                             | Jurado, Santa Bárbara, Concepción, Los Ángeles, La Esperanza, Las Encinas, Cerotal, Los Alisales. |

Centros poblados y veredas sin Jal:
|           | Centros poblados                      | Veredas                                                                                                   |
| Morasurco | - Cujacal - Daza (cabecera) - Tescual | San Juan Alto, San Juan Bajo, Tosoabi, Chachatoy, Pinasasco, Tescual, San Antonio de Aranda, La Josefina. |

## Geografía

### Situación y extensión
El municipio está situado en el suroccidente de Colombia, en medio de la cordillera de los Andes en el macizo montañoso denominado nudo de los Pastos y la ciudad está situada en el denominado valle de Atriz, al pie del volcán Galeras y está muy cercana a la línea del ecuador y a una altitud de 2527 metros sobre el nivel del mar.
El territorio municipal tiene en total 1181 km² de superficie, de los cuales la ciudad en sí, es decir, el área urbana consta de 17 km², tamaño similar a otras ciudades intermedias como Tunja, Manizales y Neiva, mayor que Popayán, Neiva y Armenia, pero menor a Pereira, Ibagué o Valledupar.

### Hidrología

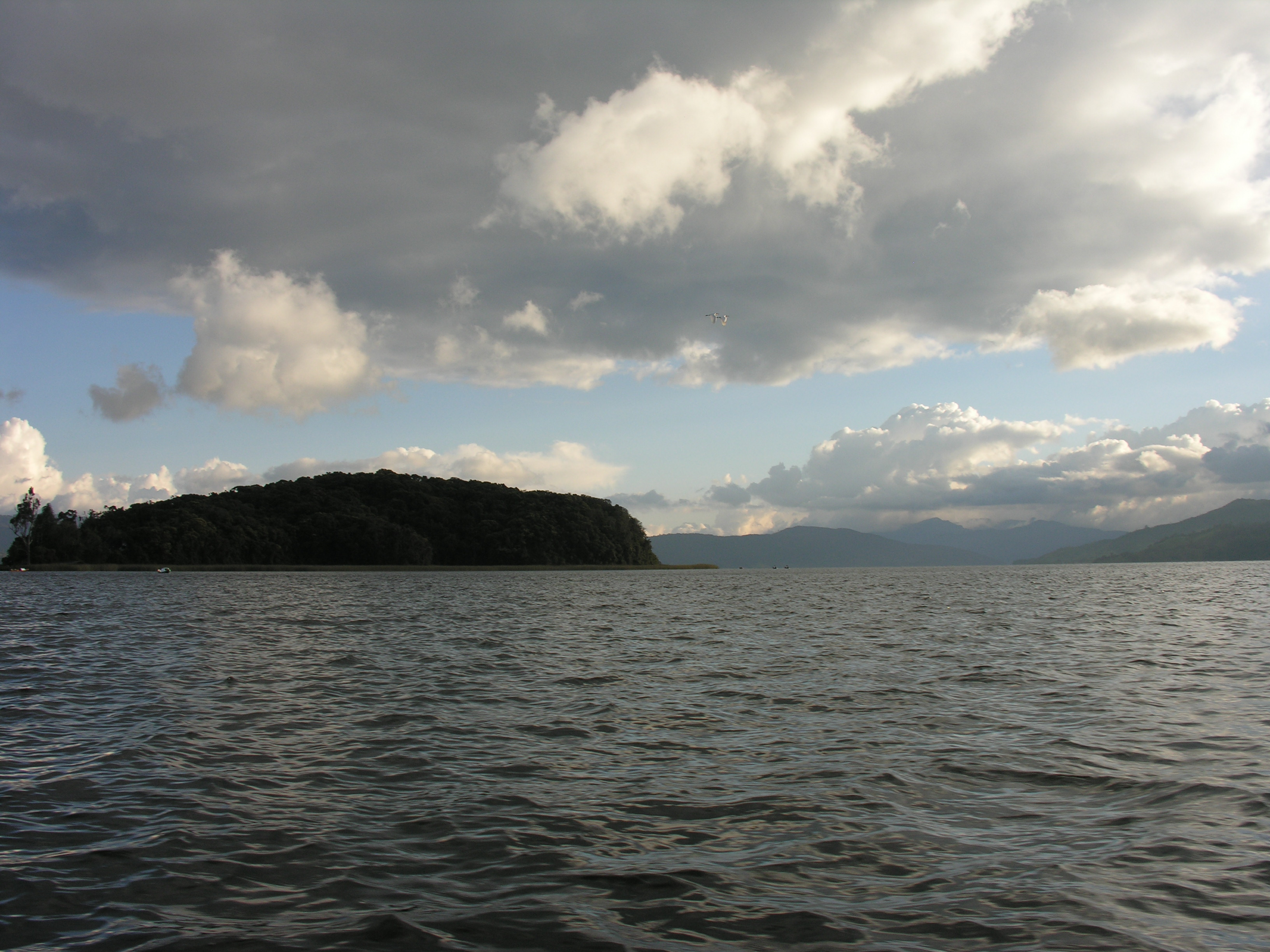
La Cocha

- Ríos: Alisales, Bobo, Guamuez, Opongoy, Pasto, Patascoy.
- Lagunas: La Cocha (lago Guamuez), Coba Negra.
- Embalses: Río Bobo

### Relieve
- Volcanes: Galeras o Urcunina.
- Cerros: Campanero, Caballo Rucio, Bordoncillo, Morasurco, El Oso, Pan de Azúcar, Patascoy, San José, San Miguel, Las Ánimas, Cebollas, Tacines.
- Lomas: El Calvario, Cementerio o Tescual, Centenario, Juanoy, Pinasaco, Alto de Aranda.
- Cuenca superior del río Pasto: 23 515 hectáreas de bosque.

## Clima
Debido a que la ciudad se sitúa en un valle interandino, a una altitud de 2527 metros sobre el nivel del mar y se encuentra al pie del volcán Galeras, la nubosidad es bastante alta, estando el cielo nublado o parcialmente nublado la mayor parte del año. 
Según la clasificación climática de Köppen, el casco urbano posee el clima templado ecuatorial de montaña isotérmico Csbi. Se encuentra en el piso térmico frío. 
La temperatura media anual es 13,9 grados Celsius. La precipitación varía en todo el municipio, siendo moderada (cercana a 1200 milímetros) en la cabecera municipal, pertinente a la región Andina, y media en La Cocha, o lago Guamuez, conectada fuertemente con la región Amazónica. La visibilidad es de diez kilómetros y la humedad varía de 75 % a 82 %. La vegetación se compone principalmente de los bosques andinos medios y altos, además del páramo andino en las zonas más elevadas como las cimas de las montañas.
| Parámetros climáticos promedio de Pasto (Centro)                             | Parámetros climáticos promedio de Pasto (Centro) | Parámetros climáticos promedio de Pasto (Centro) | Parámetros climáticos promedio de Pasto (Centro) | Parámetros climáticos promedio de Pasto (Centro) | Parámetros climáticos promedio de Pasto (Centro) | Parámetros climáticos promedio de Pasto (Centro) | Parámetros climáticos promedio de Pasto (Centro) | Parámetros climáticos promedio de Pasto (Centro) | Parámetros climáticos promedio de Pasto (Centro) | Parámetros climáticos promedio de Pasto (Centro) | Parámetros climáticos promedio de Pasto (Centro) | Parámetros climáticos promedio de Pasto (Centro) | Parámetros climáticos promedio de Pasto (Centro) |
| Mes                                                                          | Ene.                                             | Feb.                                             | Mar.                                             | Abr.                                             | May.                                             | Jun.                                             | Jul.                                             | Ago.                                             | Sep.                                             | Oct.                                             | Nov.                                             | Dic.                                             | Anual                                            |
| ---------------------------------------------------------------------------- | ------------------------------------------------ | ------------------------------------------------ | ------------------------------------------------ | ------------------------------------------------ | ------------------------------------------------ | ------------------------------------------------ | ------------------------------------------------ | ------------------------------------------------ | ------------------------------------------------ | ------------------------------------------------ | ------------------------------------------------ | ------------------------------------------------ | ------------------------------------------------ |
| Temp. máx. abs. (°C)                                                         | 24.3                                             | 24.8                                             | 25.2                                             | 25.1                                             | 25.3                                             | 25.7                                             | 26.2                                             | 26.3                                             | 25.2                                             | 24.8                                             | 23.5                                             | 24.6                                             | 25.4                                             |
| Temp. máx. media (°C)                                                        | 17.6                                             | 17.4                                             | 17.7                                             | 18.1                                             | 18.9                                             | 18.3                                             | 17.9                                             | 17.3                                             | 17.6                                             | 17.8                                             | 17.4                                             | 17.4                                             | 17.8                                             |
| Temp. media (°C)                                                             | 13.2                                             | 13.6                                             | 13.8                                             | 14.5                                             | 14.8                                             | 14.6                                             | 14.3                                             | 13.9                                             | 13.7                                             | 13.9                                             | 13.4                                             | 13.5                                             | 13.9                                             |
| Temp. mín. media (°C)                                                        | 8.2                                              | 8.3                                              | 8.8                                              | 9.7                                              | 10.2                                             | 10.8                                             | 9.8                                              | 9.3                                              | 8.8                                              | 8.1                                              | 8.6                                              | 8.3                                              | 9.1                                              |
| Temp. mín. abs. (°C)                                                         | -2.2                                             | 1.2                                              | 3.2                                              | 3.5                                              | 4.0                                              | 4.3                                              | 3.7                                              | 3.6                                              | 2.4                                              | 0.3                                              | -1.5                                             | -1.8                                             | 2.5                                              |
| Precipitación total (mm)                                                     | 111                                              | 111                                              | 125                                              | 137                                              | 108                                              | 59                                               | 26                                               | 39                                               | 61                                               | 166                                              | 185                                              | 145                                              | 1273                                             |
| Días de lluvias (≥ 1 mm)                                                     | 17                                               | 16                                               | 19                                               | 22                                               | 21                                               | 14                                               | 11                                               | 15                                               | 15                                               | 18                                               | 19                                               | 20                                               | 207                                              |
| Horas de sol                                                                 | 120                                              | 87                                               | 84                                               | 80                                               | 93                                               | 102                                              | 135                                              | 112                                              | 99                                               | 102                                              | 105                                              | 109                                              | 1228                                             |
| Humedad relativa (%)                                                         | 81                                               | 80                                               | 79                                               | 81                                               | 80                                               | 75                                               | 69                                               | 69                                               | 71                                               | 81                                               | 84                                               | 83                                               | 77.8                                             |
| Fuente: Instituto de Hidrología, Meteorología y Estudios Ambientales (IDEAM) |                                                  |                                                  |                                                  |                                                  |                                                  |                                                  |                                                  |                                                  |                                                  |                                                  |                                                  |                                                  |                                                  |

| Parámetros climáticos promedio de Obonuco, Pasto (Suroeste). | Parámetros climáticos promedio de Obonuco, Pasto (Suroeste). | Parámetros climáticos promedio de Obonuco, Pasto (Suroeste). | Parámetros climáticos promedio de Obonuco, Pasto (Suroeste). | Parámetros climáticos promedio de Obonuco, Pasto (Suroeste). | Parámetros climáticos promedio de Obonuco, Pasto (Suroeste). | Parámetros climáticos promedio de Obonuco, Pasto (Suroeste). | Parámetros climáticos promedio de Obonuco, Pasto (Suroeste). | Parámetros climáticos promedio de Obonuco, Pasto (Suroeste). | Parámetros climáticos promedio de Obonuco, Pasto (Suroeste). | Parámetros climáticos promedio de Obonuco, Pasto (Suroeste). | Parámetros climáticos promedio de Obonuco, Pasto (Suroeste). | Parámetros climáticos promedio de Obonuco, Pasto (Suroeste). | Parámetros climáticos promedio de Obonuco, Pasto (Suroeste). |
| Mes                                                          | Ene.                                                         | Feb.                                                         | Mar.                                                         | Abr.                                                         | May.                                                         | Jun.                                                         | Jul.                                                         | Ago.                                                         | Sep.                                                         | Oct.                                                         | Nov.                                                         | Dic.                                                         | Anual                                                        |
| ------------------------------------------------------------ | ------------------------------------------------------------ | ------------------------------------------------------------ | ------------------------------------------------------------ | ------------------------------------------------------------ | ------------------------------------------------------------ | ------------------------------------------------------------ | ------------------------------------------------------------ | ------------------------------------------------------------ | ------------------------------------------------------------ | ------------------------------------------------------------ | ------------------------------------------------------------ | ------------------------------------------------------------ | ------------------------------------------------------------ |
| Temp. máx. abs. (°C)                                         | 25.2                                                         | 24.7                                                         | 22.0                                                         | 23.1                                                         | 22.3                                                         | 23.1                                                         | 21.7                                                         | 23.0                                                         | 23.0                                                         | 24.0                                                         | 23.2                                                         | 23.1                                                         | 25.2                                                         |
| Temp. máx. media (°C)                                        | 16.7                                                         | 16.8                                                         | 17.0                                                         | 17.3                                                         | 17.3                                                         | 16.6                                                         | 15.9                                                         | 16.3                                                         | 17.0                                                         | 17.3                                                         | 17.0                                                         | 16.9                                                         | 16.8                                                         |
| Temp. media (°C)                                             | 12.8                                                         | 13.0                                                         | 13.1                                                         | 13.2                                                         | 13.3                                                         | 12.9                                                         | 12.2                                                         | 12.4                                                         | 12.8                                                         | 12.9                                                         | 12.9                                                         | 12.8                                                         | 12.9                                                         |
| Temp. mín. media (°C)                                        | 9.5                                                          | 9.6                                                          | 9.8                                                          | 10.0                                                         | 10.1                                                         | 9.9                                                          | 9.4                                                          | 9.4                                                          | 9.5                                                          | 9.4                                                          | 9.6                                                          | 9.5                                                          | 9.6                                                          |
| Temp. mín. abs. (°C)                                         | 3.5                                                          | 1.0                                                          | 1.3                                                          | 1.2                                                          | 4.5                                                          | 3.4                                                          | 3.0                                                          | 3.8                                                          | 3.6                                                          | 1.0                                                          | 4.4                                                          | 0.0                                                          | 0.0                                                          |
| Precipitación total (mm)                                     | 74                                                           | 67                                                           | 80                                                           | 88                                                           | 74                                                           | 46                                                           | 34                                                           | 31                                                           | 40                                                           | 87                                                           | 100                                                          | 76                                                           | 797                                                          |
| Días de lluvias (≥ 1 mm)                                     | 17                                                           | 16                                                           | 19                                                           | 20                                                           | 20                                                           | 18                                                           | 17                                                           | 15                                                           | 15                                                           | 18                                                           | 19                                                           | 19                                                           | 213                                                          |
| Horas de sol                                                 | 104                                                          | 85                                                           | 80                                                           | 81                                                           | 93                                                           | 96                                                           | 106                                                          | 103                                                          | 94                                                           | 94                                                           | 99                                                           | 107                                                          | 1142                                                         |
| Humedad relativa (%)                                         | 81                                                           | 80                                                           | 82                                                           | 81                                                           | 80                                                           | 78                                                           | 76                                                           | 74                                                           | 75                                                           | 79                                                           | 82                                                           | 82                                                           | 79.2                                                         |
| Fuente: Parámetros climáticos IDEAM 12 de agosto de 2018     |                                                              |                                                              |                                                              |                                                              |                                                              |                                                              |                                                              |                                                              |                                                              |                                                              |                                                              |                                                              |                                                              |

## Demografía
| Evolución demográfica de Pasto desde 1843 |
|                                           |
| Fuente:DANE                               |

El casco urbano (cabecera municipal), cuya población censada en 2018 era 308 095 habitantes, es la segunda urbe más grande del suroccidente colombiano después de Santiago de Cali.
La población total del municipio (urbana y rural) estimada para 2025, según datos de la proyección del DANE, es 415 937 habitantes.

### Nacimientos y defunciones
Las estadísticas presentadas por el DANE, presenta los siguientes resultados acerca de los nacimientos y defunciones del municipio de Pasto desde 1998.
| Año  | Población | Nacimientos | Defunciones | Crecimiento natural de la población |
| ---- | --------- | ----------- | ----------- | ----------------------------------- |
| 1998 | 332970    | 7042        | 1467        | 5575                                |
| 1999 | 341050    | 7127        | 1566        | 5561                                |
| 2000 | 344512    | 6877        | 1675        | 5202                                |
| 2001 | 349707    | 6690        | 1363        | 5327                                |
| 2002 | 353375    | 6467        | 1713        | 4754                                |
| 2003 | 356963    | 6517        | 1718        | 4799                                |
| 2004 | 360469    | 6295        | 1695        | 4600                                |
| 2005 | 363816    | 6166        | 986         | 5180                                |
| 2006 | 367356    | 5752        | 1489        | 4263                                |
| 2007 | 370582    | 5542        | 1634        | 3908                                |
| 2008 | 373304    | 5487        | 1759        | 3728                                |
| 2009 | 375760    | 5071        | 1696        | 3375                                |
| 2010 | 378072    | 5032        | 1823        | 3204                                |
| 2011 | 380245    | 4872        | 1885        | 2987                                |
| 2012 | 382333    | 4865        | 1833        | 3032                                |
| 2013 | 384087    | 4828        | 1781        | 3047                                |
| 2014 | 385710    | 5052        | 1911        | 3141                                |
| 2015 | 387388    | 5243        | 2059        | 3184                                |
| 2016 | 389184    | 5189        | 1995        | 3194                                |
| 2017 | 390727    | 4989        | 1973        | 3016                                |
| 2018 | 392930    | 4730        | 2221        | 2509                                |
| 2019 | 392748    | 4341        | 2218        | 2123                                |
| 2020 | 402073    | 4033        | 2965        | 1068                                |
| 2021 | 405730    | 3469        | 3252        | 217                                 |
| 2022 | 408358    | 3212        | 2597        | 615                                 |
| 2023 | 410835    | 3006        | 2350        | 656                                 |
| 2024 | 413484    | 2816        | 2256        | 560                                 |

### Etnografía
Según las cifras presentadas por el DANE en el censo de 2018, la composición étnica municipal se indica en el cuadro siguiente:
| Composición étnica de Pasto                                         | Composición étnica de Pasto    | Composición étnica de Pasto | Composición étnica de Pasto | Composición étnica de Pasto |
| ------------------------------------------------------------------- | ------------------------------ | --------------------------- | --------------------------- | --------------------------- |
| Etnia                                                               | Etnia                          |                             | Porcentaje                  | Porcentaje                  |
| Blanco o mestizo                                                    | Blanco o mestizo               |                             | 96,81 %                     | 96,81 %                     |
| Indígena americano                                                  | Indígena americano             |                             | 2,23 %                      | 2,23 %                      |
| Negro, mulato o afrocolombiano                                      | Negro, mulato o afrocolombiano |                             | 0,93 %                      | 0,93 %                      |
| Rom                                                                 | Rom                            |                             | 0,03 %                      | 0,03 %                      |
| Fuente: Departamento Administrativo Nacional de Estadística (2018). |                                |                             |                             |                             |

## Economía
En el municipio el 11,1 % de los establecimientos se dedica a la industria; el 56,0 % a comercio; el 28,9 % a servicios y el 4,1 % a otra actividad.
En el área urbana las principales actividades económicas son el comercio y los servicios con algunas pequeñas industrias o microempresas, de las cuales cerca del 50 % corresponden a la manufactura artesanal. Las empresas nariñenses de mayor tamaño se localizan en Pasto, y corresponden principalmente a productos alimenticios, madereros, bebidas y fabricación de muebles. Para desarrollo de la actividad comercial, principalmente con el vecino país de Ecuador, existen varios centros comerciales. La Cámara de Comercio de Pasto fue instituida en 1918 y según su anuario estadístico para el 2008 contaba con 14 066 establecimientos comerciales de los cuales el 58,5 % estaban dedicados al comercio y reparación de vehículos. En la zona rural predominan las actividades agrícolas y de ganadería. En pequeña escala hay actividad minera.
Cuenta con tres centros comerciales importantes: Unicentro, Único Outlet y Sebastián de Belalcázar. 

## Infraestructura

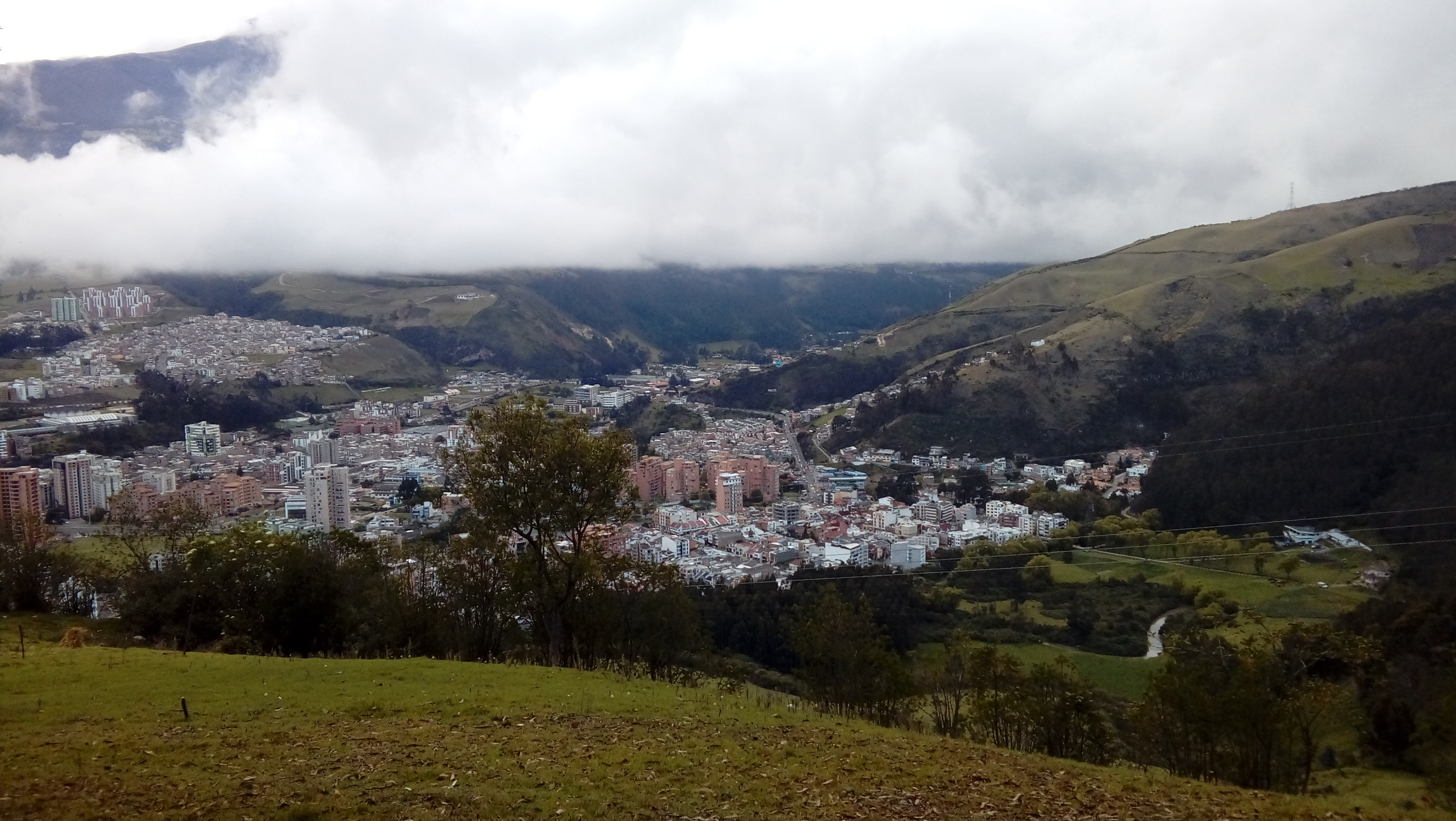
Parte del norte, San Juan de Pasto

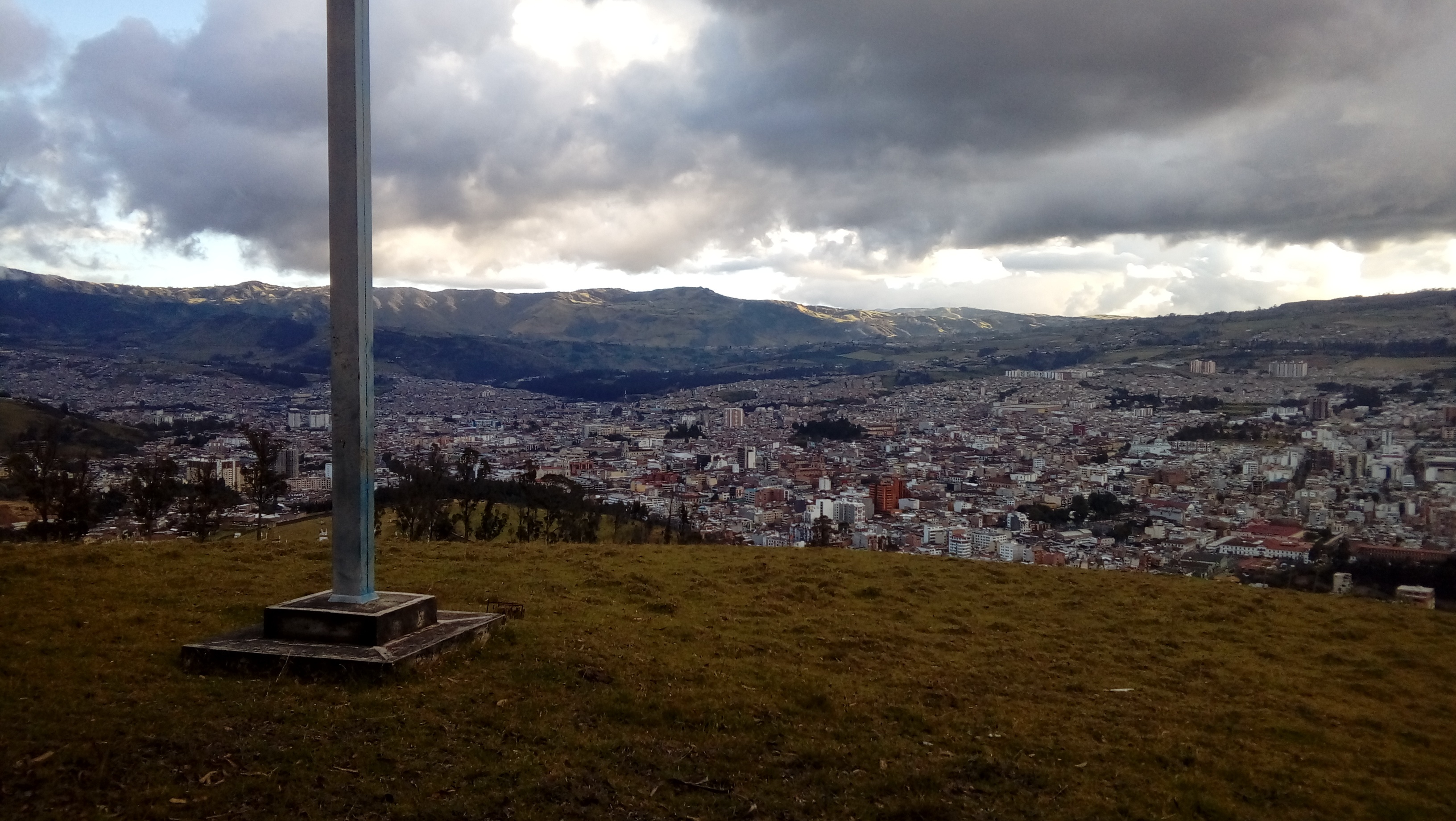
Centro y parte del sur, San Juan de Pasto.

### Transporte y vías de acceso

#### Acceso terrestre
Pasto está conectado hacia el norte por vía terrestre con Popayán y hacia el sur, a 78 km de distancia con Ipiales en la frontera con la república del Ecuador a través de la Carretera Panamericana. La distancia de Pasto a la capital de la república, Bogotá, por la vía Panamericana es de 798 km para un tiempo promedio de viaje de 18 horas. También se puede acceder por la antigua carretera que venía desde el municipio de Mercaderes en el departamento del Cauca, pasando por los municipios de La Unión y Buesaco, en proceso avanzado de pavimentación.
Hacia el occidente la ciudad se comunica con el puerto de Tumaco sobre el océano Pacífico, pasando por Túquerres, por medio de una carretera pavimentada de 284 km, y hacia el oriente con Mocoa en el departamento de Putumayo con una carretera pavimentada de aproximadamente 145 km.
Para el transporte intermunicipal nacional terrestre existe un terminal en el que operan las principales empresas y por el cual pasan aproximadamente 2 millones de pasajeros al año.

#### Acceso aéreo
El Aeropuerto Antonio Nariño a veintisiete kilómetros de la ciudad, en el municipio contiguo de Chachagüí, ofrece conexiones aéreas nacionales a través de empresas aéreas colombianas como Avianca, LATAM, Easyfly y TAC, además de vuelos chárter y vuelos militares.

## Servicios
- Energía Eléctrica: Centrales Eléctricas de Nariño (CEDENAR), es la empresa prestadora del servicio de energía eléctrica.
- Gas Natural: Alcanos de Colombia, es la empresa distribuidora y comercializadora de gas natural en el municipio.

- Acueducto y alcantarillado: A través de la Empresa de Obras Sanitarias de Pasto,[30] en el casco urbano el 93 % goza de servicios de acueducto y alcantarillado. En el área rural la cobertura de acueducto es de 74 % y la de alcantarillado es de 33 %.[31]

### Telecomunicaciones
- Telefonía e Internet

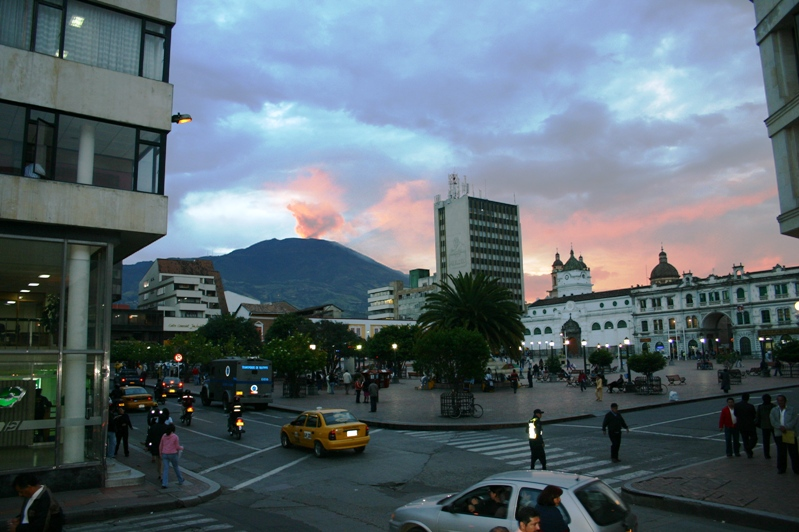
Vista del volcán Galeras al atardecer desde la plaza principal

Varias empresas, como Claro, Tigo, WOM, Movistar, Virgin Mobile ofrecen servicios de telecomunicaciones en Pasto mediante telefonía móvil con disponibilidad de cobertura UMTS y tecnología HSDPA (todos los operadores), además de Internet por banda ancha, Internet móvil y telefonía fija.
- Radio

En el municipio existen varias emisoras de radiodifusión FM, institucionales como la de la Radio de la Universidad de Nariño y la Radio de la Policía Nacional,  de radio comunitaria y emisoras comerciales con programación principalmente musical. También hay varias estaciones de radio AM disponibles siendo las más antiguas la Radio Nariño (fundada en 1937) y la Emisora Ecos de Pasto (1941).
- Televisión

En Pasto se encuentran disponibles los canales públicos nacionales de televisión: Canal Institucional y Señal Colombia, así como los canales regionales Telepacifico y Telepasto, los canales privados locales como Nariño TV de Claro y CNC de Legon Telecomunicaciones y los canales nacionales privados Canal 1, Canal RCN y Caracol Televisión. También hay disponible servicio de televisión por suscripción a través de empresas como Claro, Movistar, Tigo, Legon Telecomunicaciones y DirecTV.

### Salud
En la ciudad está la mayoría de instituciones que configuran la red hospitalaria del departamento de Nariño con seis hospitales y cuatro clínicas para los niveles dos y tres de atención; para la prestación del servicio en el nivel uno se encuentra, además de los anteriores, siete centros y dos puestos de salud que ofertan en total 1332 camas hospitalarias para cubrir la demanda de medicina interna, cirugía, pediatría, obstetricia, partos y psiquiatría básicamente.
En el municipio la red la oferta de instituciones públicas está organizada cuatro redes para la prestación del servicio: la red norte, coordinada por el Hospital Civil incluidos tres puestos de salud y un centro; la red sur, coordinada por el centro de salud de la Rosa incluidos tres puestos de salud, un centro y una unidad móvil; la red sudeste coordinada por el centro de salud Lorenzo de Aldana incluidos cinco puestos de salud y un centro y la red de occidente coordinada por el centro de salud Tamasagra incluidos cinco centros de salud y el Centro de Zoonosis.
Entre los principales centros hospitalarios están:
- Hospital Universitario Departamental de Nariño ESE HUDN
- Clínica Nuestra Señora de Fátima
- Fundación Hospital San Pedro
- Hospital Infantil Los Ángeles
- Hospital Mental Nuestra Señora del Perpetuo Socorro (salud mental femenina)
- Hospital San Rafael de Pasto (salud mental): fue aquí que trabajó como enfermero en 1933 Rubén López Aguilar, uno de los primeros beatos de la historia colombiana[34]
- Hospital Civil
- Pasto Salud ESE

### Educación
Según el DANE, el 92,1 % de la población del municipio es alfabeta, el 38,6 % de la población residente en Pasto ha conseguido el nivel de básica primaria y el 31,4 %  secundaria; el 10,8 % ha conseguido el nivel profesional y el 1,9 % ha hecho estudios de especialización, maestría o doctorado. La población residente sin ningún nivel educativo es el 5,9 %.
Para los estudios técnicos y profesionales en el municipio, existen sedes de 10 universidades o centros de estudios superiores, siendo el principal la Universidad de Nariño con más de 9000 estudiantes.

## Cultura

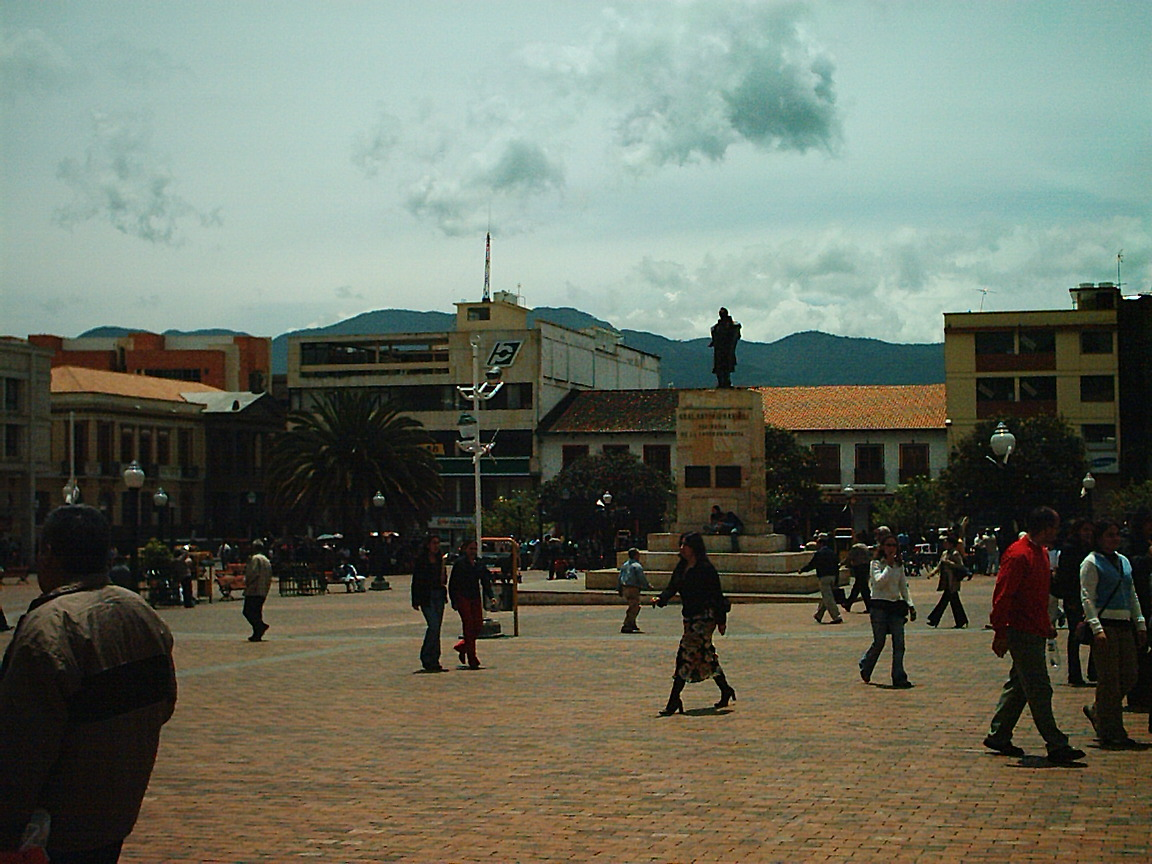
Plaza de Nariño, conocida anteriormente como Plaza de la Constitución.

En artes plásticas la ciudad ha sido cuna de destacados artistas como los pintores Issac Santacruz, Carlos Santacruz, Manuel Guerrero Mora y Homero Aguilar, entre otros, cuya obra es conocida y apreciada a nivel local, nacional e internacional.
En música es tradicional el trío de instrumentos de cuerda que ameniza reuniones y fiestas interpretando generalmente boleros y música colombiana como bambucos o pasillos. Es muy importante también la actividad de grupos de música andina latinoamericana. La ciudad es cuna de varios compositores de renombre nacional como Maruja Hinestrosa autora del pasillo El cafetero y Raúl Rosero Polo, reconocido compositor, arreglista y director de orquesta. La guaneña, canción de bambuco de autor anónimo, traída en mención ya como himno de guerra en los distintos conflictos en que se vio involucrada la región, es el ícono más representativo de la música de Pasto.

### Escenarios culturales

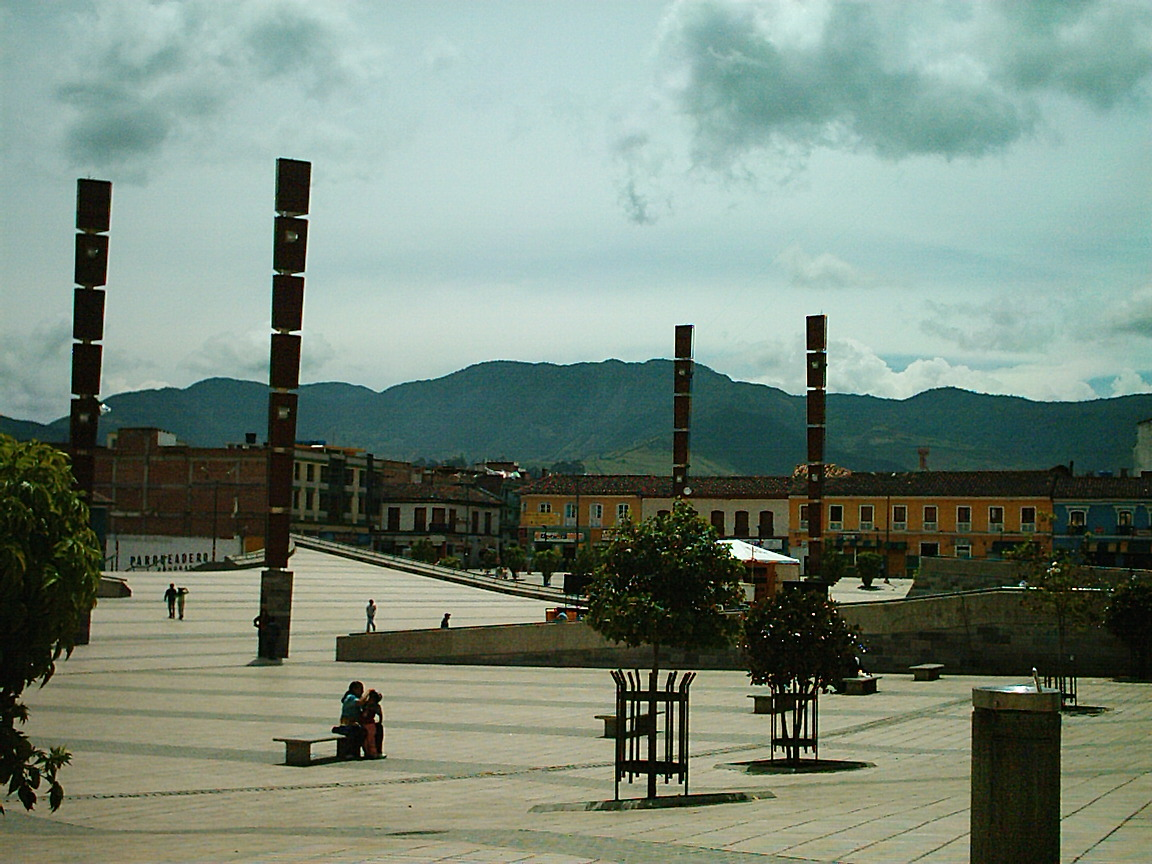
La plaza del Carnaval de San Juan de Pasto

### Teatros y auditorios
La ciudad cuenta con algunos escenarios importantes como el teatro Imperial de la Universidad de Nariño, de arquitectura republicana en U o en herradura, inaugurado en 1922, con capacidad para 500 espectadores en su platea y los cuatro pisos de palcos, y que fue declarado «bien de interés cultural de carácter nacional» por el Ministerio Nacional de Cultura en 1998. Desde el año 2000 es administrado por la Universidad de Nariño que lo adquirió y restauró.
También existe un teatro al aire libre llamado Agustín Agualongo, con una concha acústica y administrado por la alcaldía y pequeñas salas teatrales relativas a los colegios privados como el Liceo de la Merced Maridiaz, el Colegio San Francisco Javier, el Colegio San Felipe Neri (teatro Francisco de la Villota) y el Colegio del Sagrado Corazón de Jesús, regentado este último por las hermanas betlemitas.

### Museos
Los principales son el museo del Oro del Banco de la República, el museo Taminango de artes y tradiciones populares de Nariño, el museo Juan Lorenzo Lucero (Casa Mariana) y el museo-taller Alfonso Zambrano. Igualmente existe un museo del Carnaval de Negros y Blancos, donde se exhiben las figuras de algunas carrozas ganadoras del primer premio.

### Centros culturales
El Banco de la República construyó y administra el centro cultural Leopoldo López Álvarez que cuenta con una biblioteca general, temática del departamento de Nariño e infantil; salas de exposición, salones de uso múltiple y un vestíbulo que se habilita para pequeños conciertos.
Desde el 2004 existe la plaza del Carnaval y la Cultura, construida en la localización original del terminal de transportes terrestres de la ciudad; planeada y diseñada como proyecto de renovación urbana, y sobre todo para darle un escenario al Carnaval de Negros y Blancos, pues su forma se concibió para ofertar la mayor visibilidad a los espectadores de los desfiles, que muestran todo su esplendor al atravesarla.

### Encuentros culturales
Desde 2009 en la ciudad se realiza anualmente en agosto el Encuentro Internacional de Culturas Andinas. En el 2011 y con el lema "Tiempo de florecer" el evento se celebra del 13 al 21 de agosto con participación de países del área andina así como de España, Cuba, Alemania, EUA, México y Guatemala.

### Artesanía

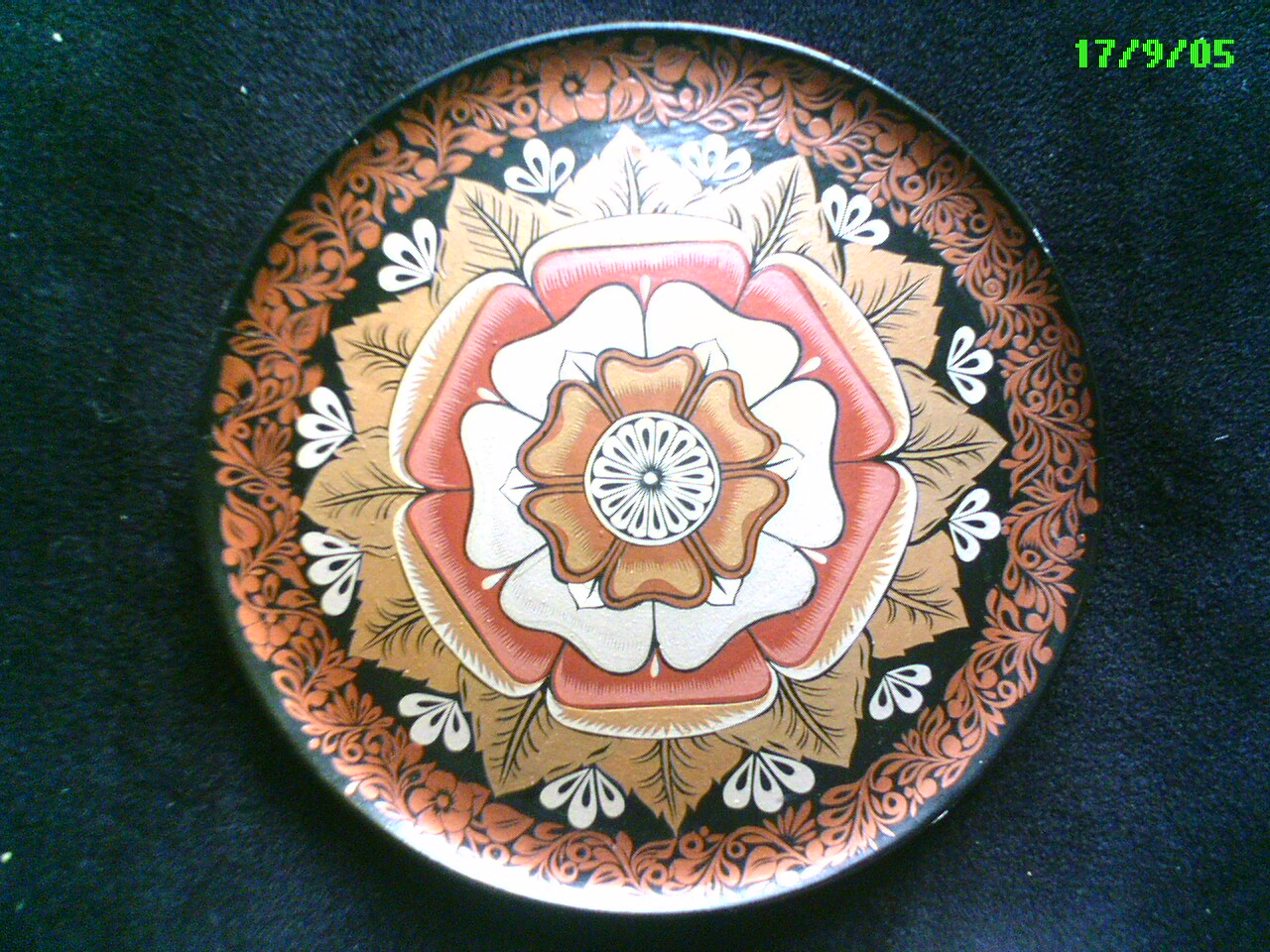
Plato de madera decorado con barniz de Pasto

Los artesanos pastusos de marroquinería así como de la madera, ebanistas y talladores, son famosos desde la época de la colonia.
Pero la más característica y original de las manifestaciones culturales y artesanales de los pastusos es la elaboración de utensilios de madera tallada y cubierta con una resina obtenida del fruto de un arbusto de la selva andina, llamado Mopa - Mopa;  utilizan una técnica refinada manual que data del periodo prehispánico, conocida como Barniz de Pasto. El refinamiento alcanzado permite obtener objetos utilitarios o decorativos de gran belleza y mérito artístico que trascienden lo artesanal.
Igualmente es muy característica de la ciudad la artesanía de enchapado en tamo de objetos de madera usando delgadas láminas vegetales coloreadas, obtenidas de la paja de cereales y con las cuales se elaboran dibujos y figuras con resultados semejantes a los de la taracea o marquetería.

### Gastronomía

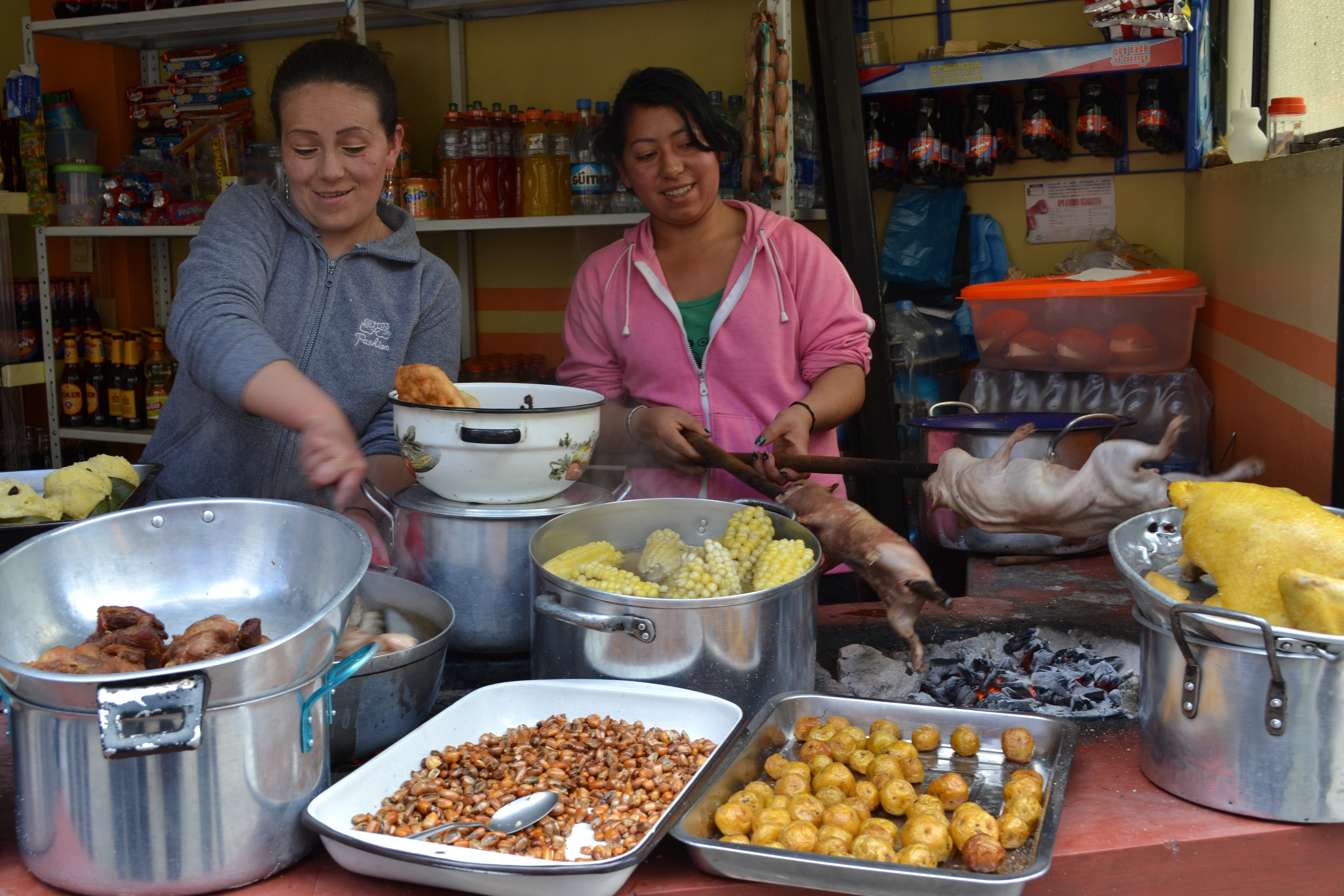
Mujeres preparando comida típica de la región: cuy asado, gallina cocida, papa criolla, maíz tostado, chicharrón de cerdo, envueltos de maíz, entre otros.

Los platos representativos de la gastronomía típica de San Juan de Pasto son producto del mestizaje, y la expresión de la fertilidad de las tierras y de la laboriosidad de la gente. El plato más representativo es el cuy asado a la brasa y que el 7 de enero se celebra en el festival del cuy en el corregimiento de Obonuco como culminación del Carnaval de Negros y Blancos. Entre los postres más destacados se destacan el helado de paila y el dulce de chilacuán, y amasijos como los quimbolitos y las empanadas de añejo.
Una de sus bebidas representativas y típicas son los llamados «hervidos», que, como su nombre refiere, es una bebida caliente a base de jugo de frutas que puede ser de lulo, mora o maracuyá, con una adición final de aguardiente o de un licor artesanal llamado chapil.

### Fiestas

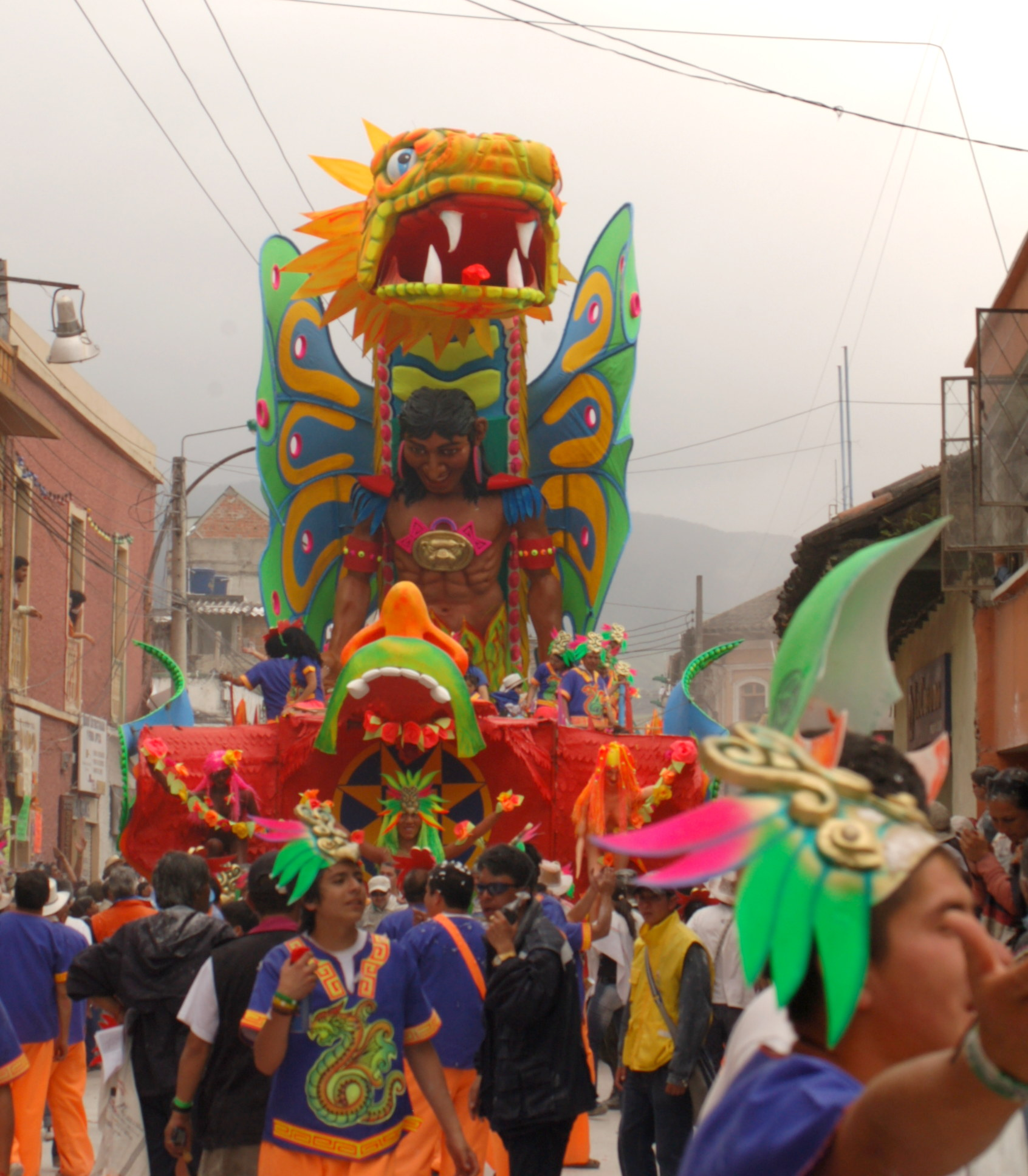
Tinkunni, carroza ganadora en 2008, Carnaval de Negros y Blancos de Pasto.

- La festividad principal es el Carnaval de Negros y Blancos, declarado Patrimonio Cultural de la Nación por el congreso de la República de Colombia en abril de 2002, y el 30 de septiembre de 2009 añadido entre las listas del Patrimonio Oral e Inmaterial de la Humanidad por la UNESCO; se celebra entre el 2 y el 7 de enero de cada año, especialmente el 4 de enero (llegada de la familia Castañeda), el 5 de enero (día de negros) y el 6 de enero (día de blancos) anuales, con eventos y características que hacen de estas fiestas únicas en el país y en el mundo. Alrededor de estas fechas con el tiempo se han ido agregando otras celebraciones, siempre resaltando los rasgos característicos de la cultura local y regional, destacando lo más autóctono y vernáculo, constituyéndose en una referencia ineludible en el calendario de fiestas en Colombia y atrayendo un considerable número de turistas, por sus verbenas populares en calles y plazas, desfiles de carrozas, comparsas y murgas con amplia implicación popular.
- Fiesta de la Virgen en La Cocha. En el corregimiento de El Encano, el 11 de febrero se celebran actos litúrgicos y festivos en honor a la Virgen de Lourdes, a quien se rinde culto en una capilla asentada en la isla de La Corota, al interior de la laguna de La Cocha.  Celebración que incluye una atractiva procesión nocturna de lanchas engalanadas para la ocasión.[39]
- Fiesta de las guaguas de pan. Fiesta ancestral agraria del solsticio de verano y que se celebra el día de san Pedro y san Pablo, el 29 de junio, en los corregimientos de Jongovito, Jenoy y Obonuco, en la cual se destacan altares con las figuras de pan llamados «castillos de guaguas de pan» a cargo de anfitriones o fiesteros.

## Religión

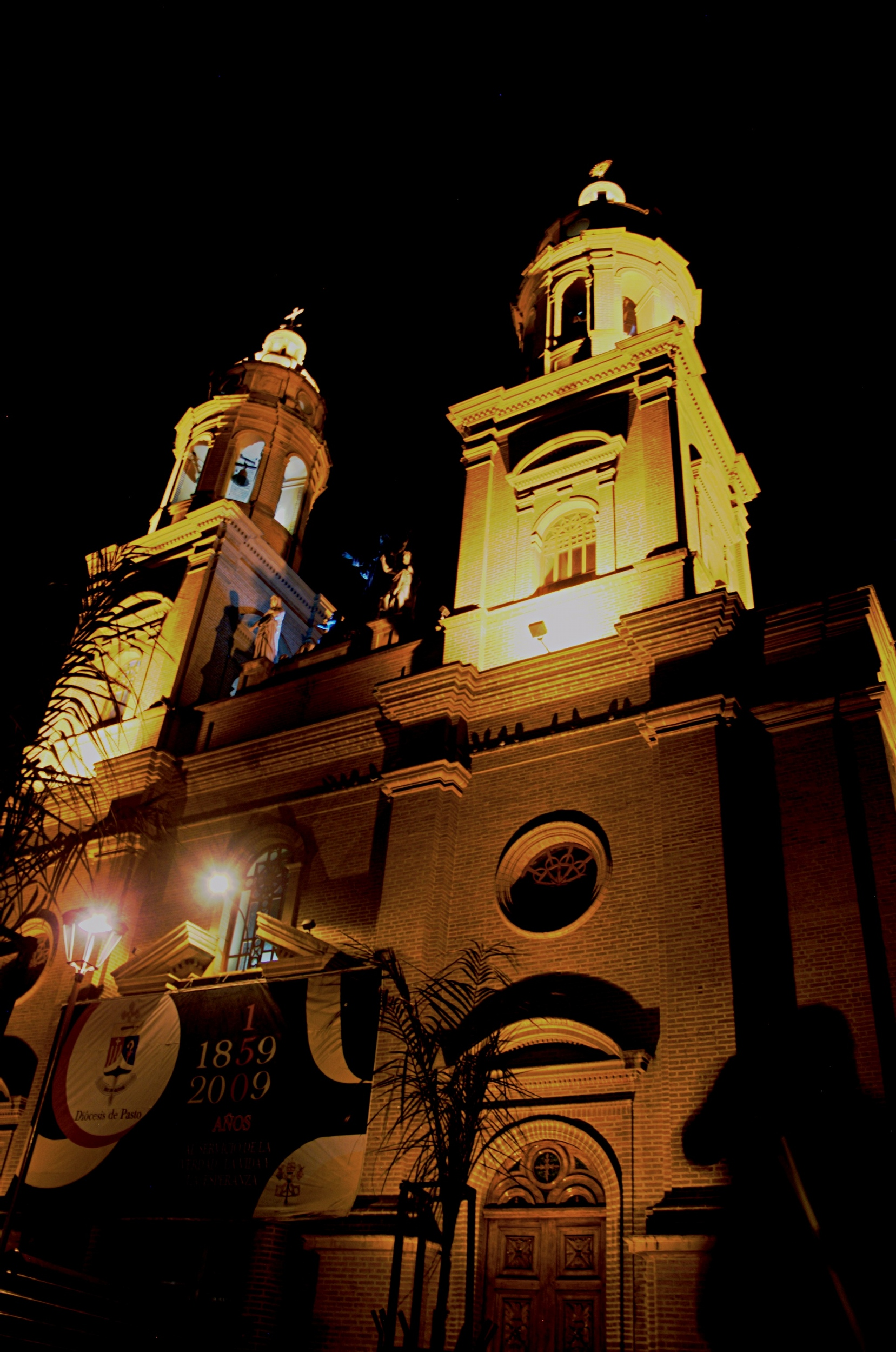
Catedral de Pasto, iglesia matriz de la diócesis.

La mayor parte de la población profesa el cristianismo, de este la Iglesia Católica es la predominante, aunque también existen iglesias protestantes como la Iglesia Cristiana de los Hechos, Asambleas de Dios, Iglesia de Dios Ministerial de Jesucristo Internacional, la Iglesia de Jesucristo de los Santos de los Últimos Días (Mormones), los Testigos de Jehová, entre otras, que poseen sus respectivos lugares de culto. La minoría musulmana está constituida, en general, por inmigrantes provenientes de Palestina, Líbano y Siria, asentados en la región desde mediados del siglo xx.

### Iglesia católica
La ciudad es sede diocesana desde el siglo xix. La influencia de la religión en la sociedad pastusa ha sido históricamente muy fuerte y en el siglo xix la ciudad fue el foco de la llamada guerra de los Supremos o de los Conventos, iniciada por el padre Francisco de la Villota, superior de la Congregación del Oratorio de san Felipe Neri, como respuesta a la supresión de conventos menores (con menos de ocho religiosos) ordenada por el entonces presidente José Ignacio de Márquez.
La diócesis de Pasto incluye otros municipios para una extensión total de 6813 kilómetros cuadrados, con una población de 730 000 feligreses y de las 25 parroquias pertinentes a su jurisdicción, 15 están en el municipio, pero en la ciudad se ubica el mayor número de templos, algunos de los cuales datan de la época virreinal, con una exuberante decoración religiosa de gran valor artístico como los templos de San Juan Bautista, La Merced, Cristo Rey, Corazón de Jesús o la catedral, San Agustín, San Felipe, Santiago y San Andrés, entre otras.
En el municipio existen cerca de treinta comunidades religiosas cristianas, algunas de ellas desde antiguo y con gran influencia social, como la comunidad de hermanos maristas de la enseñanza, la Congregación de Hermanas Franciscanas de María Inmaculada, la comunidad de los jesuitas, las hermanas betlemitas y la comunidad de los oratorianos, entre otras.

## Deportes
En San Juan de Pasto se ha desarrollado una amplia cultura deportiva, tanto recreativa como competitiva. El fútbol es uno de los principales deportes que se practica en la ciudad desde noviembre de 1909 cuando Leslie Osmond Spain, ciudadano inglés que visitaba la comarca con motivos comerciales, organiza un partido de fútbol en una improvisada cancha del Barrio de San Andrés, y a los tres meses de su permanencia en la ciudad conformó el primer equipo de fútbol, por lo que muchos consideran a Pasto como cuna del fútbol colombiano.
La ciudad es sede del Deportivo Pasto, equipo fundado en 1949, que permaneció por fuera del profesionalismo hasta 1996 cuando ascendió a la Primera B; dos años después ascendió a la Primera A del fútbol profesional colombiano. En junio del año 2006 se coronó campeón ganando un cupo para competir en el 2007 por la Copa Libertadores. En el año 2009 logró el subcampeonato de la Copa Colombia, al perder desde los cobros de la pena máxima contra Independiente Santa Fe y en el mismo año descendió a la Categoría B. Posteriormente, recupera su sitio en la categoría primera A en diciembre de 2011, cuando vence a Patriotas en la final de dicha categoría.
En el fútbol de salón los equipos Leones de Nariño en la rama masculina (el cual ha sido gran animador del certamen profesional) y las Águilas Nariñenses en la rama femenina son sus representantes en los respectivos torneos profesionales de microfutbol.
San Juan de Pasto es cuna de numerosos deportistas destacados, entre los cuales figuran el marchista Luis Fernando López (medallista en el Campeonato Mundial de Atletismo de 2011), los futbolistas Carlos Daniel Hidalgo (goleador de la Copa Mundial de Fútbol Sub-17 de 2003), el ciclista Carlos Campaña (subcampeón de la Vuelta a Colombia de 1972), Jorge Hernando Vidal, Hernán Pantoja y Miguel Cabrera, entre otros.
En Pasto, como en otros municipios de Nariño y en algunas regiones de Ecuador, se practica un deporte tradicional, prehispánico y muy antiguo y sin parangón en otras regiones de Colombia llamado chaza, un juego de pelota, semejante al tenis o a la pelota vasca, caracterizado por el uso de unas pesadas raquetas de madera y cuero denominadas bombos y que se juega por equipos, en una cancha rectangular de tierra.

### Escenarios deportivos

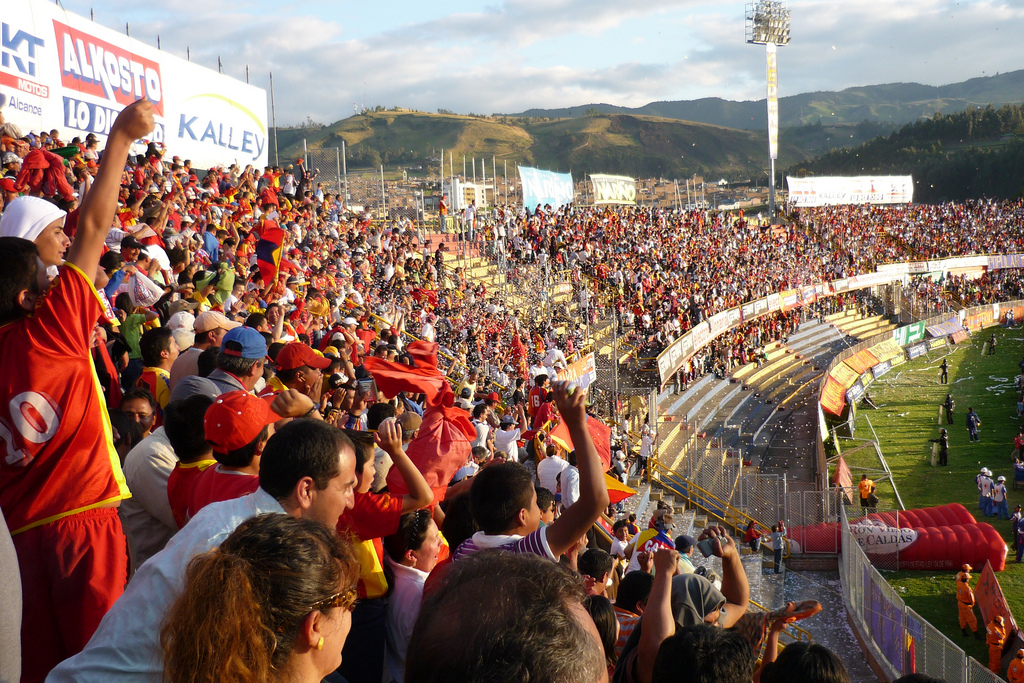
Estadio departamental Libertad

- El estadio departamental Libertad, con capacidad para 20 000 espectadores;
- el coliseo cubierto Sergio Antonio Ruano;
- el coliseo cubierto de los barrios surorientales. (usados principalmente para fútbol de salón, baloncesto y voleibol);
- Unidad Deportiva, Recreativa y Ambiental Obonuco, que cuenta con patinódromo, pista de ciclismo y BMX ubicado en la vía al corregimiento de Obonuco;
- el Club Tenis Pasto que cuenta con 6 canchas de polvo de ladrillo;
- el Club Colombia con 6 canchas de tenis de polvo de ladrillo;
- el Club del Comercio con 2 canchas de tenis de polvo de ladrillo.

### Equipos de Pasto
| Equipo                          | Liga                                     | Escenario Deportivo            | Campeonatos |
| ------------------------------- | ---------------------------------------- | ------------------------------ | ----------- |
| Asociación Deportivo Pasto      | Categoría Primera A                      | Estadio Departamental Libertad | 1           |
| Deportivo Pasto Femenino        | Liga Profesional Femenina de Fútbol      | Estadio Departamental Libertad | 0           |
| Club Deportivo Leones de Nariño | Copa Profesional de Microfútbol          | Coliseo Sergio Antonio Ruano   | 1           |
| Águilas Nariñenses              | Copa Profesional de Microfútbol Femenina | Coliseo Sergio Antonio Ruano   | 0           |
| Club Deportivo Javeriano        | Categoría Primera C                      | Estadio Departamental Libertad | 0           |

## Atracciones turísticas

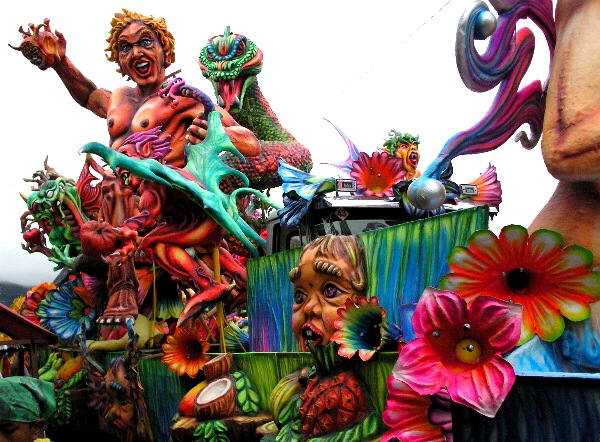
Carroza enero de 2006 San Juan de Pasto, Colombia

- La principal atracción en el municipio es La Cocha, o lago Guamuez, situada a 27 kilómetros de la ciudad de San Juan de Pasto, a 45 minutos por carretera pavimentada. En el sitio se puede disfrutar del paisaje, de la gastronomía local con base en la preparación de la trucha arco iris, la pesca deportiva y paseos en lancha.

- Para los amantes del turismo cultural, además de sus museos antes citados (véase: Museos), la ciudad ofrece a los visitantes la riqueza artística de sus templos cristianos entre las cuales destacan el templo de San Juan Bautista del siglo xviii, la catedral, el templo de Nuestra Señora de las Mercedes, el templo de San Felipe, el templo de San Sebastián o de La Panadería, el templo de Cristo Rey, Santiago Apóstol  y el templo de San Agustín.

- Para el turismo ecológico existe el centro ambiental Chimayoy, que en quillasinga significa «ir al encuentro con el sol». Situado a cuatro kilómetros de San Juan de Pasto, a un lado de la vía que comunica la ciudad con el interior de Colombia, es un espacio previsto para la educación, turismo e investigación ambiental y la conservación ecológica; cuenta con largos senderos ecológicos y actividades varias que buscan de forma metodológica integrar las personas y la comunidad con el medio ambiente, promoviendo y coadyuvando proyectos ecológicos.

## Estructura organizacional municipal
| Pasto        | Pasto       | Pasto                      |
| Departamento | Código DANE | Categoría municipal (2022) |
| ------------ | ----------- | -------------------------- |
| Nariño       | 52001       | Primera                    |

- Personería: Es un centro del Ministerio Público de Colombia que ejerce, vigila y hace control sobre la gestión de las alcaldías y entes descentralizados; velan por la promoción y protección de los derechos humanos; vigilan el debido proceso, la conservación del medio ambiente, el patrimonio público y la prestación eficiente de los servicios públicos, garantizando a la ciudadanía la defensa de sus derechos e intereses.

El actual Personero municipal es Katya Castro Enríquez (2024-2027).
- Concejo Municipal: Es la suprema autoridad política del municipio. En materia administrativa sus atribuciones son de carácter normativo. También le corresponde vigilar y hacer control político a la administración municipal. Se regulan por los reglamentos internos de la corporación en el marco de la Constitución Política Colombiana (artículo 313) y las leyes, en especial la Ley 136 de 1994 y la Ley 1551 de 2012.

Constituido por 19 concejales por un periodo de 4 años.  
- Alcaldía Municipal: En esta se encuentra la administración municipal y las entidades descentralizadas del municipio.

El Alcalde se pronuncia mediante decretos y se desempeña como representante legal, judicial y extrajudicial del municipio. El actual Alcalde municipal es Nicolas Toro (2024-2027), elegido por voto popular.
- JAL.  constituido en todas las comunas y los corregimientos (excepto Morasurco).

## Ciudades hermanas
| Escudo de armas | Ciudad                | País      |
| --------------- | --------------------- | --------- |
|                 | San Miguel de Tucumán | Argentina |
|                 | Latacunga             | Ecuador   |
|                 | Medellín              | Colombia  |